# Medal of Honor: Warfighter (trilha sonora)
Medal of Honor: Warfighter é um álbum de trilha sonora composta por Ramin Djawadi com a participação do co-vocalista da banda americana Linkin Park, Mike Shinoda, ao jogo eletrônico de tiro em primeira pessoa de mesmo nome.
O primeiro single oficial da trilha sonora foi "Castle of Glass", que foi usado para a promoção do jogo.

## Antecedentes
A música de Warfighter foi composta por Ramin Djawadi, que também compôs a música para Medal of Honor (2010). A trilha sonora oficial foi lançada em 25 de setembro de 2012, no iTunes e na Amazon, quase um mês antes do lançamento do jogo. A trilha sonora consiste em 21 faixas, 2 das quais foram compostas por Mike Shinoda, co-vocalista e multi-instrumentista do Linkin Park. A música do Linkin Park, "Castle of Glass", de seu álbum, Living Things, serve como tema para Warfighter, e as variações da música aparecem na trilha sonora. Os temas do jogo anterior reaparecem também, embora sob formas ligeiramente diferentes. A canção também foi lançada como single promocional para a trilha sonora, assim como a contribuição anterior da banda com "The Catalyst". A canção foi nomeada para o prêmio de "Melhor música em um jogo" no Spike Video Game Awards de 2012. O videoclipe oficial foi lançado em 10 de outubro de 2012.

## Faixas
Toda a música composta por Ramin Djawadi com compositores adicionais listados abaixo.
| Medal of Honor: Warfighter (EA Games Soundtrack) (Lançamento digital) |                       |                                             |         |  |
| N.º                                                                   | Título                | Compositor(es)                              | Duração |  |
| 1.                                                                    | "For Rabbit"          |                                             | 2:50    |  |
| 2.                                                                    | "Deploy"              |                                             | 2:39    |  |
| 3.                                                                    | "NOC Out"             | Mike Shinoda Ramin Djawadi Brandon Campbell | 4:07    |  |
| 4.                                                                    | "Lena's Theme"        |                                             | 3:26    |  |
| 5.                                                                    | "Kit Up"              |                                             | 3:28    |  |
| 6.                                                                    | "Restless Natives"    |                                             | 3:21    |  |
| 7.                                                                    | "Blackbird on a Wire" |                                             | 3:20    |  |
| 8.                                                                    | "Bridge the Gap"      |                                             | 2:11    |  |
| 9.                                                                    | "Saa'iq"              | Ramin Djawadi Mike Shinoda                  | 4:33    |  |
| 10.                                                                   | "The Raid"            |                                             | 2:17    |  |
| 11.                                                                   | "Force Multiplier"    |                                             | 2:54    |  |
| 12.                                                                   | "Old Friend, New Foe" |                                             | 3:03    |  |
| 13.                                                                   | "Victory at Sea"      |                                             | 3:06    |  |
| 14.                                                                   | "Resolve"             | Ramin Djawadi Brandon Campbell              | 2:44    |  |
| 15.                                                                   | "Green Light"         |                                             | 4:35    |  |
| 16.                                                                   | "H.A.H.O."            |                                             | 2:45    |  |
| 17.                                                                   | "Medal Run"           |                                             | 2:16    |  |
| 18.                                                                   | "For Mother"          |                                             | 3:05    |  |
| 19.                                                                   | "Buzz in the Air"     |                                             | 2:10    |  |
| 20.                                                                   | "Lena's Dream"        |                                             | 2:26    |  |
| 21.                                                                   | "With Honor"          |                                             | 4:26    |  |

| Single promocional |                   |                |         |  |
| N.º                | Título            | Compositor(es) | Duração |  |
| 22.                | "Castle of Glass" | Linkin Park    | 3:25    |  |